# BEST ALBUM 〜緋色の欠片〜
『BEST ALBUM 〜緋色の欠片〜』は、藤田麻衣子の1枚目のベスト・アルバム。2009年2月11日にMW RECORDSから発売された。
初回限定盤には、緋色の欠片シリーズのオープニングムービーとSHIBUYA-AXでのライブ映像を収録したDVDが付属。通常盤にはSHIBUYA-AXでのライブ映像を収録したDVDが付属。

## 収録曲
全曲作詞・作曲：藤田麻衣子

### CD
1. 君が手を伸ばす先に
新曲。
PlayStation Portable用ゲームソフト『緋色の欠片』主題歌。
2. 二人の彼
インディーズ2ndアルバムのタイトル曲。
PlayStation 2用ゲームソフト『緋色の欠片2 翡翠の雫』エンディングテーマ。
3. 水風船
インディーズ1stアルバム「会いたい」に収録。
PlayStation 2用ゲームソフト『緋色の欠片2 翡翠の雫』オープニングテーマ。
4. 恋に落ちて
インディーズ1stシングルのタイトル曲。
PlayStation 2用ゲームソフト『緋色の欠片』主題歌。
5. 運命の人
インディーズ2ndアルバム「二人の彼」に収録。
PlayStation 2、PlayStation Portable用ゲームソフト『緋色の欠片3 蒼黒の楔オープニングテーマ。
6. この白い雪と
インディーズ2ndシングルのタイトル曲。
PlayStation 2用ゲームソフト『緋色の欠片 〜あの空の下で〜』主題歌。
7. 横顔〜わたしの知らない桜〜
インディーズ3rdシングルのタイトル曲。
ニンテンドーDS用ゲームソフト『緋色の欠片』オープニングテーマ。
8. 今でもあなたが
インディーズ3rdシングルのタイトル曲。
ニンテンドーDS用ゲームソフト『緋色の欠片』エンディングテーマ。
9. あなたが私の頬に触れる時
インディーズ2ndシングルのタイトル曲。
PlayStation 2用ゲームソフト『緋色の欠片2 翡翠の雫』エンディングテーマ。

### DVD
- 初回限定盤

1. ワンマンライブ 
2008年12月26日、SHIBUYA-AX(初回限定盤のみの収録曲あり)
2. 「緋色の欠片」シリーズオープニングムービー(6作品)

- 通常盤

1. ワンマンライブ 
2008年12月26日、SHIBUYA-AX